# Nilgiris
Pour les articles homonymes, voir Nilgiri.
Les Nilgiris (« Montagnes bleues ») sont un massif montagneux des Ghats occidentaux situé dans le Sud de l'Inde, à la frontière entre les États du Tamil Nadu à l'est et du Kerala à l'ouest. Les Nilgiris comptent vingt-quatre sommets au-delà de 2 000 m dont le plus élevé est le Doddabetta (2 634 m).

## Toponymie
Les Nilgiris tirent leur nom du sanskrit : नीलगिरि et du tamoul : நீலகிரி, d'un terme composé de deux mots, Nil/Neel/Neela (नील/நீல) signifiant « bleu » et Giri (गिरि/கிரி) signifiant « montagne », le tout traduisible par « montagne(s) bleue(s) ». L'origine du nom peut être expliquée du fait que les montagnes sont couvertes du bleu mauve des kurinji (Strobilanthes kunthiana), une fleur locale dont la floraison a lieu tous les douze ans.

## Géographie

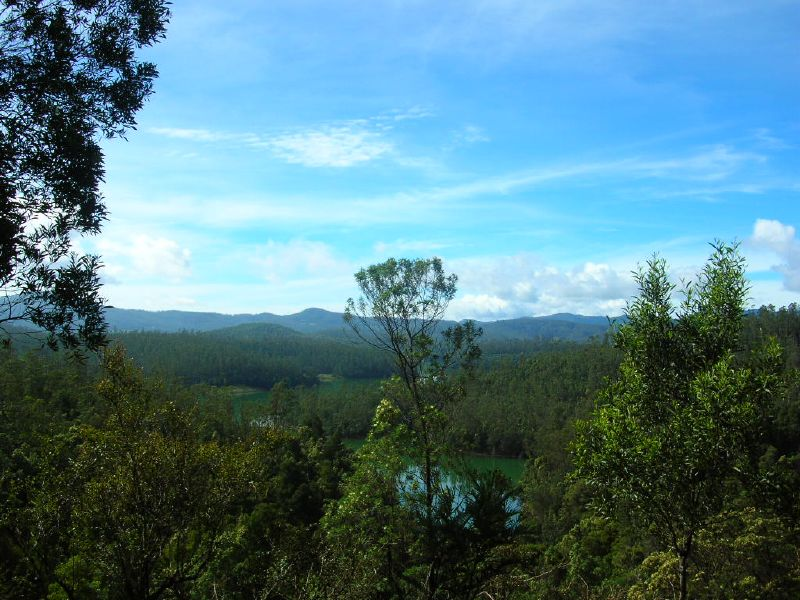
Une vallée des Nilgiris (Ooty, Tamil Nadu).

La ville principale des Nilgiris est Udhagamandalam (nom moderne tamoul), plus généralement appelée « Ooty », qui est à l'origine un ancien village toda connu sous le nom d'Ootacamund. Les Nilgiris sont habités par de nombreuses populations adivasis (les aborigènes de l'Inde), la plus connue étant celle des Todas, bien qu'aujourd'hui celles-ci forment plutôt des minorités ethniques dans la région.
Deux écosystèmes sont regroupés aux Nilgiris : 
- le sud-ouest des Ghats occidentaux est recouvert de forêts à feuilles caduques entre 250 et 1 000 mètres d'altitude. Ces régions sont les plus peuplées par les éléphants d'Asie. Les Nilgiris et les Ghats du sud-ouest sont l'un des derniers habitats de tigres ;
- la même zone est, à partir de 1 000 mètres, recouverte de forêts tropicales. La diversité de la flore de cette région est l'une des plus importantes de la planète. À près de 1 500 mètres d'altitude, la forêt se fait de moins en moins dense et s'ouvre, par la suite, sur des étendues d'herbage.

## Histoire
Longtemps isolés du monde extérieur du fait de leur accessibilité difficile, les Nilgiris sont largement restés à l'écart des grands bouleversements dans l'histoire de l'Inde méridionale, malgré un peuplement significatif. On remarque notamment au XVIIIe siècle une invasion de la région par Tipû Sâhib de Mysore, qui y établit un droog ou fort dans le lieu-dit de Bakasura Malai, non loin de Coonoor. En conséquence, jusqu'à la prise en main de la région par les Britanniques au XIXe siècle, désireux de s'y établir en raison des conditions climatiques, le massif des Nilgiris est sous la suzeraineté du royaume de Mysore. Après l'installation des Britanniques, la région est transférée à la présidence de Madras, dont l'administration utilise la ville d'Ooty comme capitale d'été, à l'instar des stations de Darjeeling ou de Shimla en Inde septentrionale.

## Activités

### Activités humaines
Le thé est une culture importante des Nilgiris où il est cultivé entre 1 000 et 2 500 mètres. Le secteur produit également de l'essence d'eucalyptus, du café, du quinquina, du santal et des légumes. Du fait de leur altitude, les Nilgiris profitent d'un climat plus frais que les plaines environnantes, et ont toujours été utilisées comme station de montagne (hill station) pour fuir la chaleur de l'été, en particulier durant la période du Raj britannique. Le paysage de collines basses est très semblable à celui de l'Angleterre méridionale, et elles ont souvent été utilisées comme réserves de chasse.
Entre Mettupalayam et Udhagamandalam via Coonoor existe une ligne de chemin de fer à crémaillère, le Nilgiri Mountain Railway, constituant une célèbre attraction touristique. La ligne a servi de décor à certaines scènes du film La Route des Indes de David Lean. De nombreux films indiens utilisent les Nilgiris comme décor naturel.

### Protection environnementale
La plupart des forêts primaires de la région ont été détruites pour aménager des plantations, notamment de thé. Deux parcs nationaux protègent une partie des Nilgiris : le parc national de Mudumalai se trouve dans la partie nord de la chaîne et couvre une surface de 321 km2 et le parc national de Mukurthi se situe dans le sud-ouest et recouvre 78,5 km2. Les Nilgiris et les Ghats du nord-ouest au sud-est ont été inclus dans la réserve de biosphère des Nilgiris en 1986, c'est la première biosphère protégée indienne.